# كاسيوبيا (أسطورة)
كاسيوبيا (/ˌkæsi.oʊˈpiː.ə/) شخصية في الأساطير اليونانية، كانت ملكة أثيوبيا وزوجة الملك سيفيوس (والد أندروميدا). وكانت متعجرفة وهي الصفة التي أدت إلى سقوطها.